# Hans Kraut

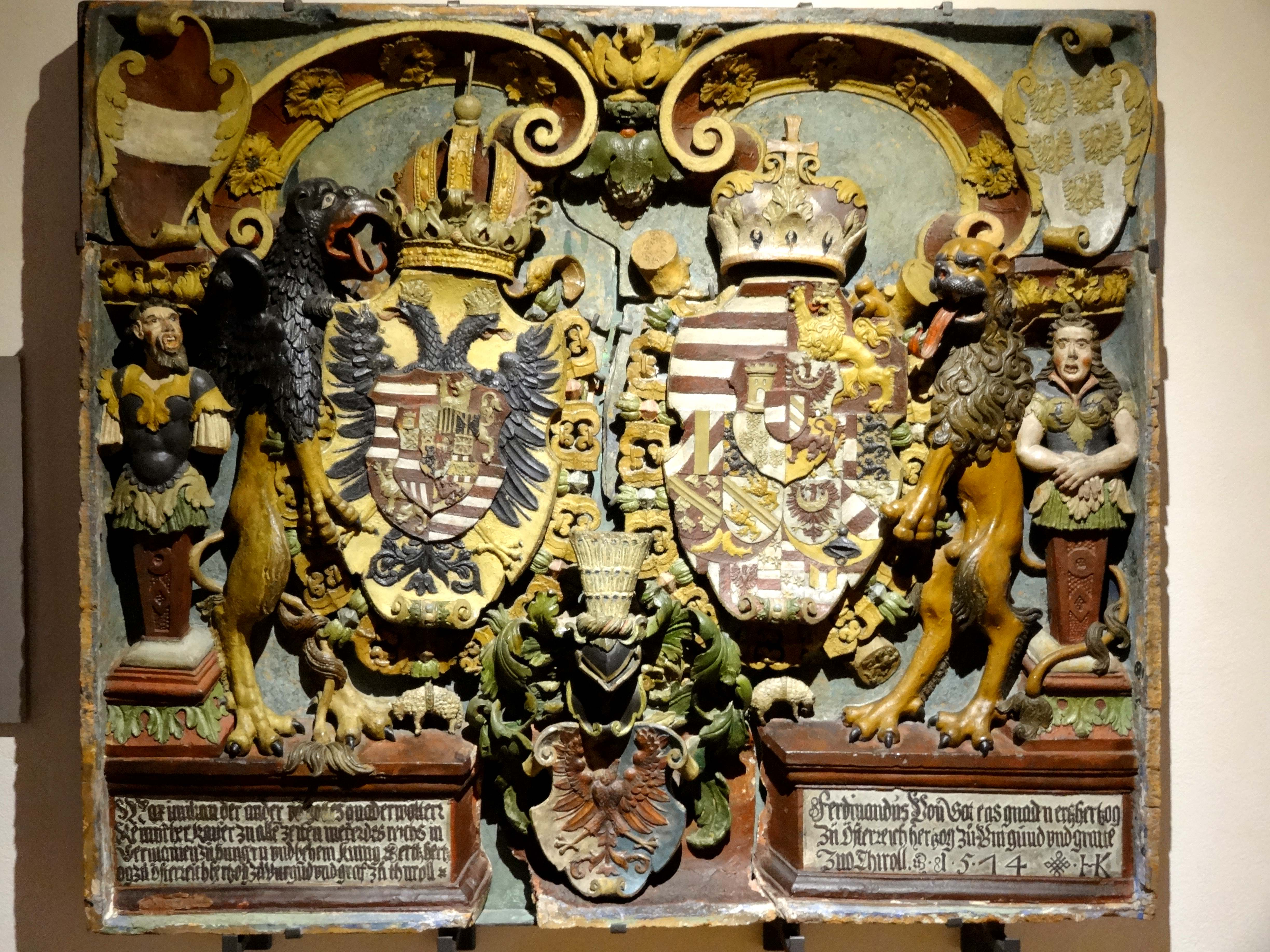
Franziskanermuseum, Habsburgische Wappentafel vom Kaufhaus, Irdenware, Hans Kraut, 1574, Inv. 11859

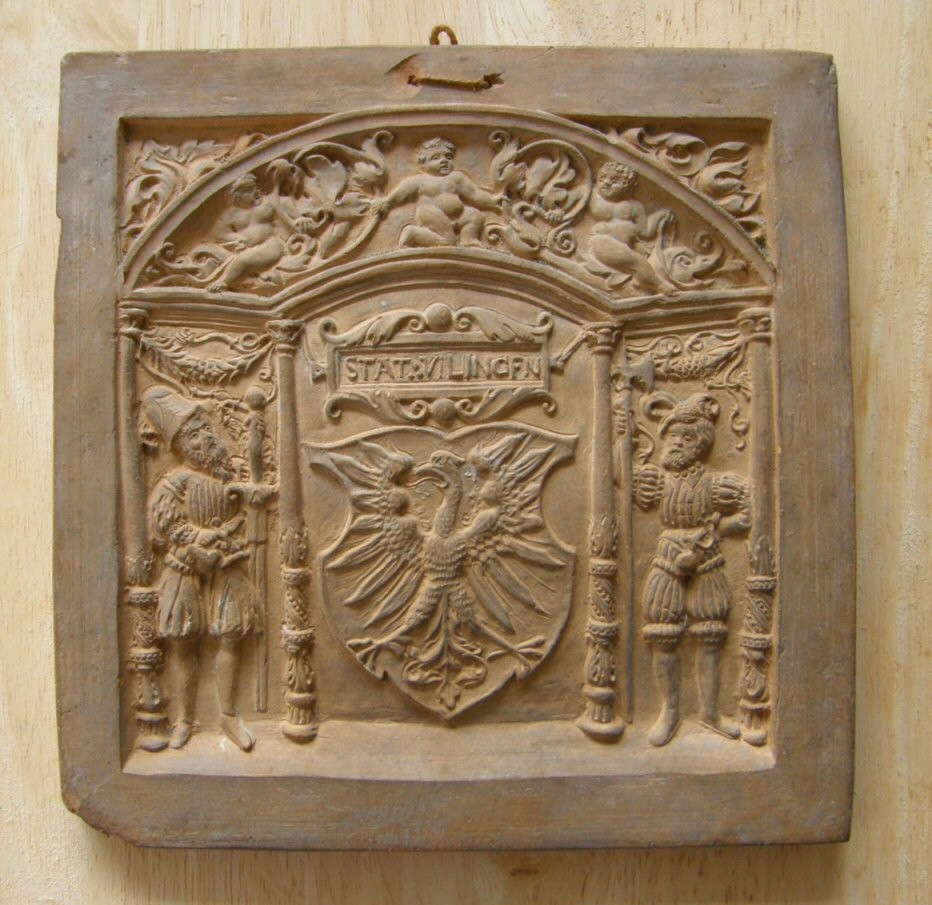
Abdruck einer Wappenkachel von Hans Kraut, Historismus um 1880, Privatbesitz

Johann Bartholomäus Kraut (* um 1532 in Spaichingen; † Ende des 16. Jahrhunderts in Rottweil), bekannt als Hans Kraut, war ein süddeutscher Kunsthafner.

## Leben
Über Hans Kraut sind wenige exakte Daten bekannt. Er wurde vermutlich um 1532 in Spaichingen geboren und besuchte während seiner Wanderschaften als Geselle internationale Zentren der Hafnerkunst wie Salzburg und Südtirol, deren Einflüsse sich in seinen Werken widerspiegeln. Spätestens ab 1566 war er in Villingen ansässig, wo er einen Laden am Münsterplatz führte. Schon bald brachte er es zu gewissem Ruhm, wovon die Tatsache zeugt, dass Äbtissinnen und Ratsherren zu seinen Auftraggebern gehörten. Am 24. Mai 1585 erwarb er schließlich das Villinger Bürgerrecht und wurde vermutlich im selben Jahr auch Ratsmitglied. Am 2. Oktober 1590 erhielt er von Erzherzog Ferdinand II. einen Wappenbrief, zwei Jahre später ersuchte er um Aufnahme ins Rottweiler Spital. Im Villinger Franziskanermuseum ist ein Grabstein mit den Initialen „H.K.“ und dem Todesdatum 1592 erhalten, der gelegentlich Hans Kraut zugeschrieben wurde. In einem Kontraktenprotokoll des Jahres 1596 wird er allerdings noch einmal erwähnt, was ein späteres Sterbedatum nahelegt. Von seinen vier Söhnen führten zwei das Töpferhandwerk fort. Einer von ihnen, Hans Jakob Kraut, wurde 1641 in Villingen als Hexer auf dem Scheiterhaufen verbrannt, nachdem ihn seine ebenfalls als Hexe bezichtigte Magd als Komplizen denunziert hatte. Mitglieder der Familie Kraut waren noch bis ins 18. Jahrhundert als Töpfer tätig.
Hans Kraut gilt als einer der bedeutendsten Hafner im süddeutschen Raum, der als einer der Ersten die Fayencetechnik nördlich der Alpen einführte. Er entwarf viele eigene Motive im Stil der Renaissance, benutzte gelegentlich aber auch fremde Vorlagen, unter anderem Ornamente von Hans Holbein und Raffael. Obwohl er auch Zeichnungen anfertigte, liegt seine eigentliche Bedeutung auf dem Gebiet der Plastik. Seine Arbeiten sind weit über den deutschsprachigen Raum hinaus bekannt, so befindet sich beispielsweise einer seiner Prachtöfen heute im Victoria and Albert Museum in London. Kraut genießt insbesondere in Villingen große Berühmtheit, wo unter anderem eine Straße und eine Gewerbeschule nach ihm benannt wurden.

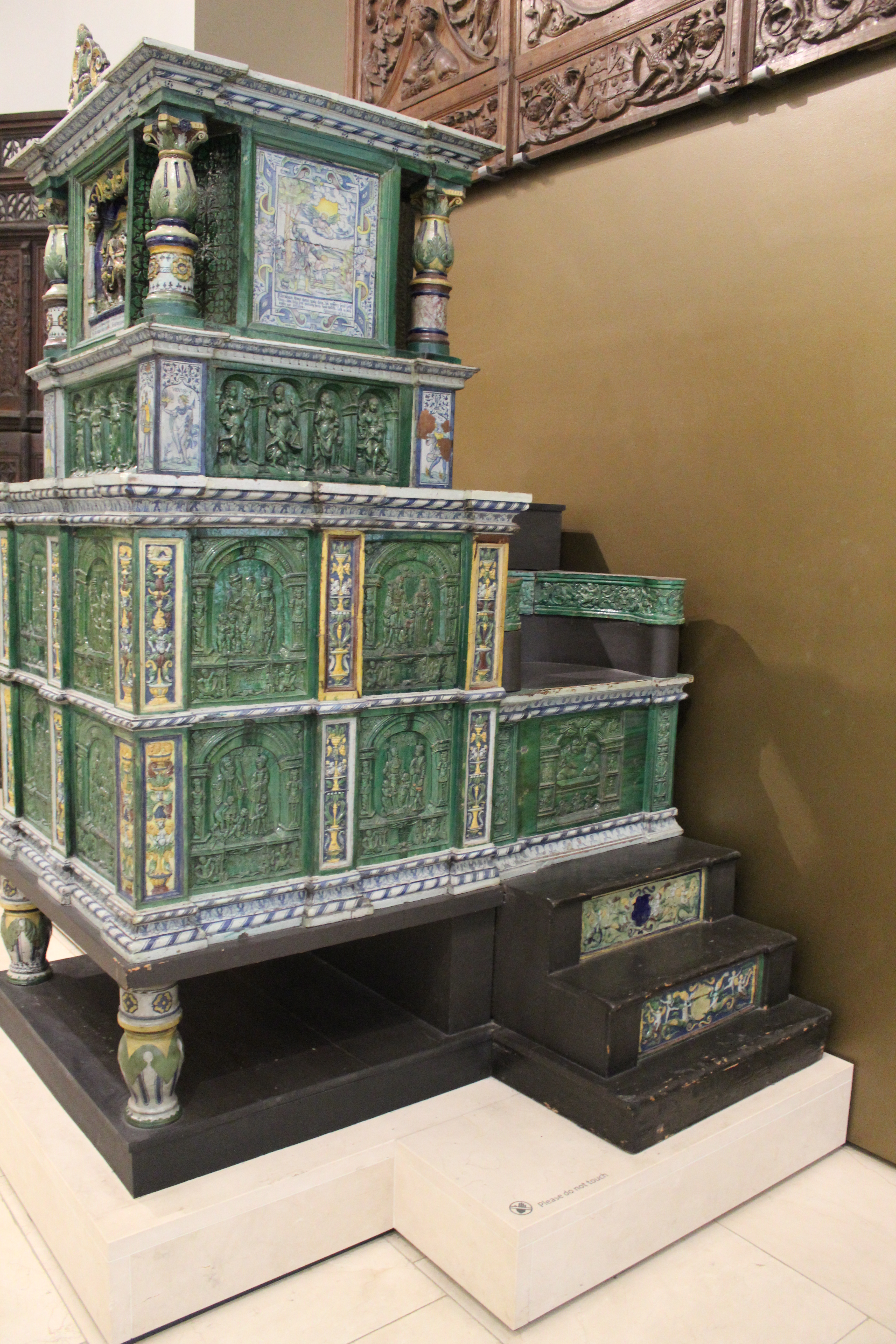
Prachtofen von Hans Kraut aus dem Dornschen Haus (heute Marktplatz 1) in Engen, verkauft 1867 für 6000 Franc, im Viktoria und Albert Museum, Gemalte Kachel mit dem Opfer Abrahams

## Ausstellung
Werke von Hans Kraut, unter anderem eine Grabplastik (1574) Seeschlacht von Rhodos für den Komtur Wolfgang von Masmünster bestellt und bezahlt durch Johann Philipp Lesch von Mühlheim und ein großes Wappen der Stadt Villingen, sind im Franziskanermuseum Villingen-Schwenningen zu sehen. (Ein Foto wäre hier schön) Ein vollständig erhaltener Kachelofen, einst in Engen ursprünglich wohl im Dominikanerinnenkloster (verlassen 1839) aufgestellt, befindet sich in den Sammlungen des Victoria and Albert Museums in London.
Er hat als große Reliefkachel eine Szene aus dem Buch Esther  Die Erhöhung des Mardochäus. Die  bemalten Kacheln zeigen Das Opfer Abrahams, die Kreuzigung Christi und Szenen aus dem Leben der biblischen Erzväter.
Ein zweiter vollständiger Ofen befindet sich im Badischen Landesmuseum Karlsruhe in der Dauerausstellung Von der Reformation bis zu den Erbfolgekriegen. Die Wappenkacheln in der obersten Zone erläutern die Entstehungsgeschichte. Wie ihren Inschriften zu entnehmen ist, handelt es sich um die Wappen der Äbte Gallus Vögelin von Sankt Peter und Blasius von Sankt Georgen im Schwarzwald. Der Ofen wurde vom Abt von St. Georgen 1585 bestellt und war ein Geschenk für den Abt von St. Peter. Der obere Aufbau ist wesentlich schmaler als der Untere und wird von durchbrochenem Dekor aus Figuren und Pflanzenranken bekrönt.
Der Prunkofen im Alten Rathaus von Villingen wurde 1894 bis 1895 von dem Kunsthafner Johann Glatz (1846–1915) als Kopie (bis auf die Darstellungen auf den Kacheln) des im 16. Jahrhundert von Hans Kraut geschaffenen Originals erstellt.

## Weitere Werke
- Turmofen im Schlossmuseum Berlin (zugeschrieben)
- Turmofen im Schweizerischen Landesmuseum
- Turmofen im Landesgewerbemuseum Stuttgart
- Turmofen im Museum im Ritterhaus Offenburg
- Turmofen in Villingen (Rekonstruktion)
- Goldglasierter Turmofen für die Wiener Hofburg (verschollen bzw. evtl. handelt es sich um den bis 1941 in der Laxenburg befindlichen und 2018 restaurierten Ofen im MAK der ab September 2019 im Bergbaumuseum Leogang ausgestellt wird[9]) Die Blattverzierungen sind mit hinterlegtem Blattgold ausgeführt. Er befindet sich in der Pinzgauerstube des Museums.[10] Edmund Wilhelm Braun schrieb ihn noch einer Salzburger Werkstätte zu. Carl Kornhas hingegen sprach ihn Hans Kraut zu.
- Kachelfragment mit springendem Hirsch, Wappen des Klosters St. Blasien (zugeschrieben)
- Wappenrelief der Herren von Zimmern (datiert 1575) sowie zahlreiche Fragmente, gefunden beim Umbau des Hans Kraut Hauses in Villingen.
- Trinkgefäß in Form einer Eule, sog. Praunsches Käuzchen im Badischen Landesmuseum Karlsruhe. Signiert H.G.

## Sage
Nach einer Villinger Sage erhielt Hans Kraut vom Kaiserhof in Wien den Auftrag, einen seiner berühmten Öfen anzufertigen. Der Hafnermeister schuf sein prächtigstes Kunstwerk, als aber die Einzelteile des in Gold glasierten Ofens in Wien ankamen, sah sich niemand in der Lage, sie zusammenzusetzen. In Villingen wurde Kraut daraufhin als Hexenmeister bezichtigt, weshalb er nach seinem Tode unehrenhaft auf einem einsamen Platz außerhalb der Stadt beigesetzt wurde. In der Sage vermischt sich die Erinnerung an die Kunst des Hans Kraut mit dem realen Schicksal seines Sohnes Hans Jakob.